# Hylyphantes geniculatus
Hylyphantes geniculatus là một loài nhện trong họ Linyphiidae.
Loài này thuộc chi Hylyphantes. Hylyphantes geniculatus được miêu tả năm 2003 bởi Tu & Li.